# Michel Saraiva
Michel de Souza Saraiva (Rio de Janeiro, 9 de novembro de 1993) é um jogador de voleibol brasileiro que atua na posição de central.

## Carreira
Começou jogando voleibol pelo Tijuca Tênis Clube em 2010. Participou da Superliga pela primeira vez ao receber convite do Maringá Vôlei enquanto trabalhava num shopping no Paraná.
Conquistou seu primeiro título com o Caramuru/Castro, ao vencer o título do Campeonato Catarinense de 2016. Ao se transferir para o Vôlei Campinas, conquistou o vice-campeonato do Campeonato Paulista de 2019 e o inédito título da equipe campineira na edição de 2020.
Após ser eliminado pelo Vôlei Taubaté nas semifinais da Superliga de 2020–21, o central assinou contrato com o francês Nantes Rezé MV. Ao término da temporada o central volta ao voleibol brasileiro para atuar pelo Farma Conde/São José.
Após o vice-campeonato da Copa Brasil de 2023 perante o Sada Cruzeiro Vôlei, Michel retornou ao voleibol catarinense após fechar com o Joinville Vôlei, por onde conquistou o Campeonato Catarinense de 2023.

## Títulos
Caramuru/Castro
- Campeonato Catarinense: 2016

Vôlei Campinas
- Campeonato Paulista: 2020

Joinville Vôlei
- Campeonato Catarinense: 2023

## Clubes
| Anos      | Clube                |
| --------- | -------------------- |
| 2010–2013 | Tijuca Tênis Clube   |
| 2015–2016 | Maringá Vôlei        |
| 2016–2016 | Caramuru/Castro      |
| 2016–2017 | Bento Vôlei          |
| 2017–2018 | Vôlei Canoas         |
| 2018–2021 | Vôlei Campinas       |
| 2021–2022 | Nantes Rezé MV       |
| 2022–2023 | Farma Conde/São José |
| 2023–     | Joinville Vôlei      |